# Era II
Pour les articles homonymes, voir Era.
Albums de Era
Era
(1996) The Mass
(2003)
Era II est le 2e album du groupe Era sorti en 2000.
Disque de platine en France[réf. souhaitée].

## Liste des pistes
1. Omen Sore  - 4:45
2. Divano - 3:55
3. Devore Amante - 4:19
4. Sentence - 4:57
5. Don't U - 3:54
6. Infanati - 4:30
7. Madona - 4:21
8. Hymne - 4:58
9. Misere Mani - 4:09
10. In fine - 4:27